# ¡Despertad!
¡Despertad! (en inglés: Awake!) es una publicación de la Watchtower Bible and Tract Society of New York, distribuida y publicada por medio de la organización de los Testigos de Jehová. Desde el número de enero de 2006 se edita mensualmente (antes había sido una edición quincenal). 
Desde enero de 2013, la revista se comenzó a publicar en un formato de 16 páginas. Varias secciones del formato papel están disponibles también en Internet, a través del sitio oficial de la editorial.

## Historia
El nombre original de esta revista era The Golden Age («La edad de oro»), conocida por un tiempo en español como Luz y Verdad. Su primer número salió el 1 de octubre de 1919.  Aunque el diseño de la portada cambió varias veces, el mensaje continuó inalterado. 
A partir del número del 6 de octubre de 1937 The Golden Age fue cambiado a Consolation.

## Distribución

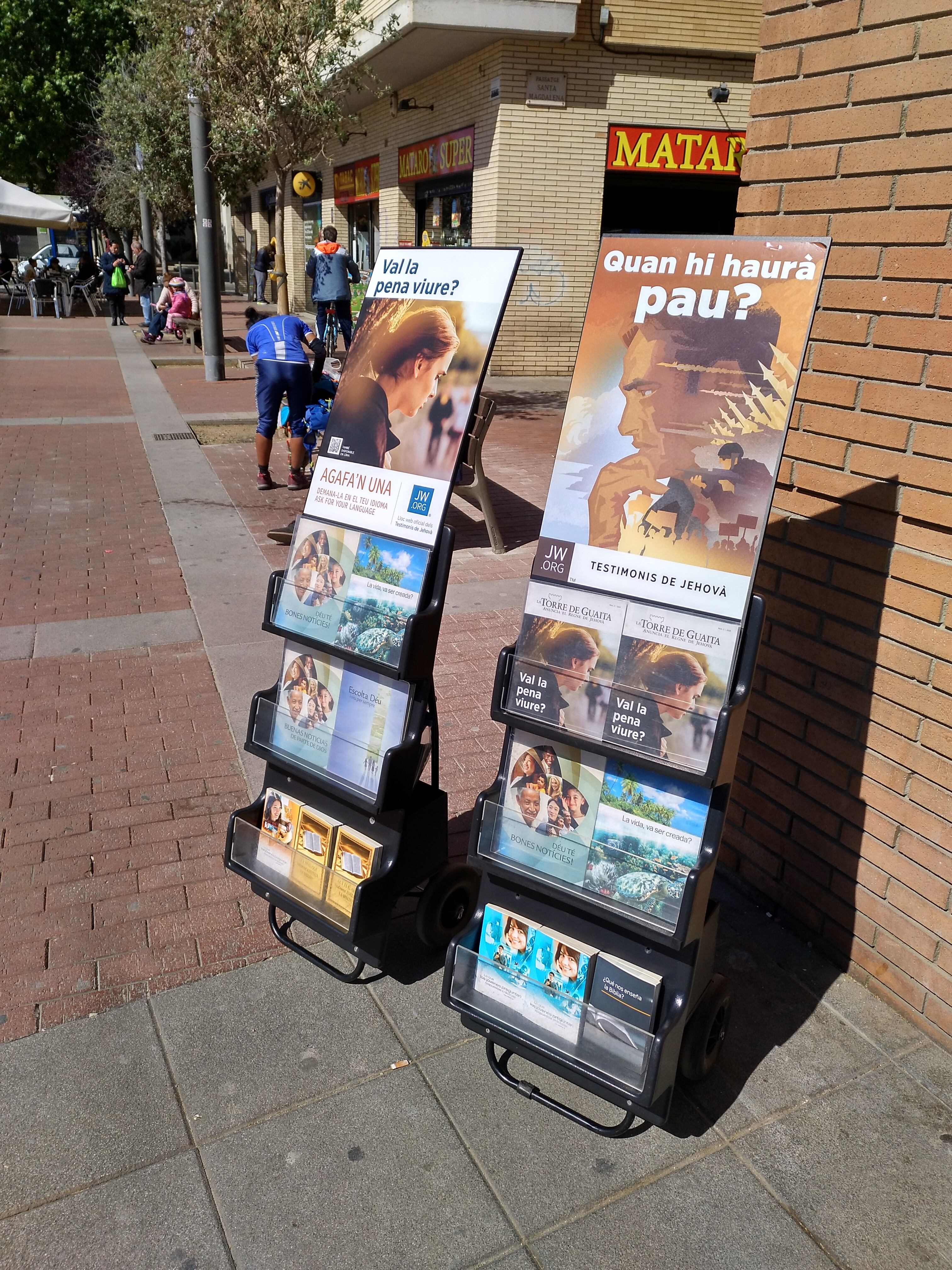
Expositores móviles de los Testigos de Jehová
Licencia:CC BY-SA 4.0
Fecha:2019-05-05
Autor:Mabafe83
Categorías:Jehovah's Witnesses in Spain, Mobile carts (JW) in Spain

La distribución se realiza sin ánimo de lucro. Los que participan en su edición, preparación, impresión y distribución no reciben remuneración alguna, sino que es parte del esfuerzo de su predicación voluntaria, las donaciones hechas por las personas son enviadas directamente a la Sociedad Watchtower para seguir con su programa mundial de expansión. De acuerdo con sus propios datos, su tirada media alcanza los 93 354 000 ejemplares en 225 idiomas.
Esta y otras publicaciones de los Testigos de Jehová están prohibidas en algunos países con restricciones a la libertad de culto. Su contenido ha sido motivo de polémica en ciertos entornos religiosos, pues en ocasiones ha sido testimonio de ciertas creencias de los Testigos de Jehová, consideradas por algunos como demasiado estrictas.
¡Despertad! fue hasta el año 2016 una revista mensual. Ese año y el siguiente (2017) pasa a tener formato bimensual, alterna su aparición con la revista La Atalaya, y reemplazó sus ediciones de meses a números, siendo «febrero de 2016» reemplazado por la edición «2016, Número 1». Desde 2018 en adelante la revista pasa a tener 3 ediciones al año, siempre alternándose con la revista La Atalaya y el formato de número.  Además del tradicional formato impreso, a partir de enero de 2008 puede descargarse directamente desde Internet en formato de audio MP3 y AAC en varios idiomas principales. También está disponible en formato PDF.